# Cecidochares violacea
Cecidochares violacea är en tvåvingeart som beskrevs av Aczel 1953. Cecidochares violacea ingår i släktet Cecidochares och familjen borrflugor. Inga underarter finns listade.